# کازوهیتو واتانابه
کازوهیتو واتانابه (انگلیسی: Kazuhito Watanabe؛ زادهٔ ۱ سپتامبر ۱۹۸۶) بازیکن فوتبال اهل ژاپن است.